# 龐涓
龐 涓（ほう けん、? - 紀元前342年?）は、中国戦国時代の魏の武将。

## 生涯
若いころは同門の孫臏（孫子）とともに学んだ。彼は孫臏と比較して、才能においてはかなわないと嫉妬した。
後に魏の恵王のもとに仕えて、将軍となった。このときに権威を利用して孫臏を陥れようと目論んだ。ある年に龐涓は配下を派遣して孫臏を食客として魏に招聘した。孫臏が来ると彼は過去の才能による憎悪が一気に噴き出して、冤罪に陥れて、両足を切断して額に入墨を入れる処罰を下して、出入りしないようにした。
しかし、斉から公族の田忌が使者として魏に来たため、孫臏は人を派遣して巧みに田忌のもとに逃れて、田忌とともに斉に戻った。
十数年後の紀元前342年に魏は、太子申を総大将に、龐涓を副将として趙と連合して韓を猛攻したので、韓は斉に援軍を要請した。斉の威王は田忌を将軍に、孫臏を軍師として援助させた。
これを聞いた龐涓は引き揚げようとしたが、斉軍は国境を越えて西進していた。そのため、斉軍を迎え撃つことになった。すると、突如斉軍は撤退した。これを聞いた龐涓は喜んで、三日後になると「私は斉の兵士が臆病であることを以前から知っておった。わが国の領地に入って三日後に兵士の逃亡率は半ばを超えたぞ」と述べた。そこで龐涓は騎兵を率いて、歩兵を後に続けさせて猛追撃した。
やがて、馬陵（現在の山東省臨沂市郯城県）に入って、竈の数が徐々に減っているのを見た龐涓は喜び、追撃を続けた。夜に入って奥に向かう途中で切り倒された木にふさがれた木の茂みに入って、ある古い大木が削り取られているのを見て、龐涓は騎兵に命じて篝火でそれを見ると「龐涓はこの木の下で死す」と記されていた。このときに斉の一万の弩の部隊が矢の雨を放った。魏軍は大混乱を起こして、同士討ちを始めた。これを見て観念した龐涓は「これで、あのこわっぱ（孫臏）に名を成さしめたか」と叫んで、自害して果てた。斉軍は勢いに乗じて、太子申を捕虜とする戦功を挙げた（馬陵の戦い）。
ただし、『戦国策』によると、龐涓は捕虜にされて、太子申は戦死を遂げたと記されている。